# ذئب وحيد (سمة شخصية)

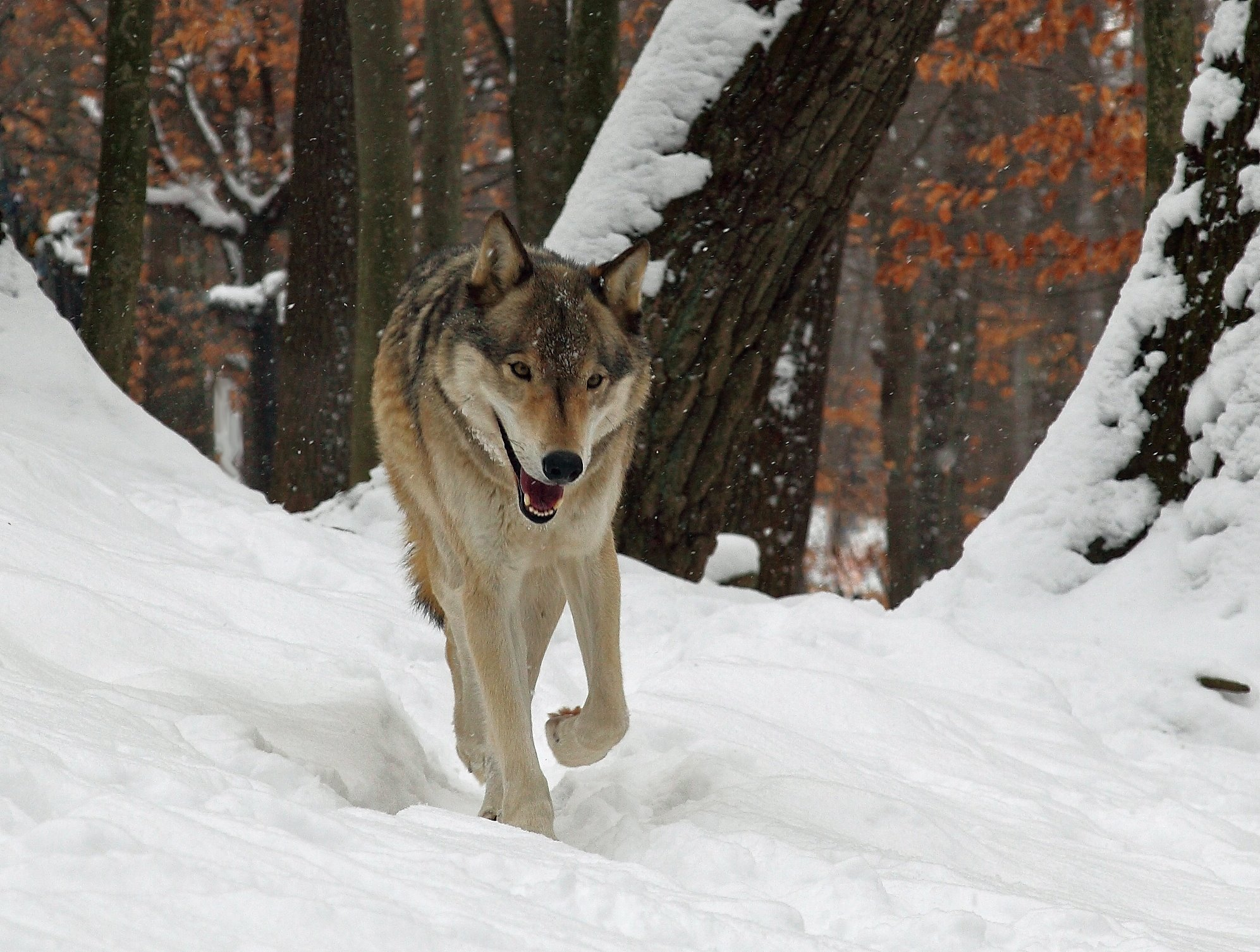

الذئب الوحيد هو حيوان أو شخص، يفضل عموماً العيش أو قضاء أوقاته وحيداً، وليس في مجموعة. المصطلح نشأ من سلوك الذئب؛ الذئاب التي هجرت أو استبعدت من مجموعتها توصف بأنها ذئاب وحيدة.

## الحيوان
في الحيوان، الذئب الوحيد هو الذئب الذي يعيش مستقلاً بدلا من العيش كعضو مع الأخرين في مجموعات.
في مملكة الحيوان، الذئاب الوحيدة عادةً هم ذئاب أكبر سناً مستبعدين من المجموعة، على الأرجح بواسطة الذكر المربي أو مراهقين صغار يبحثون عن مناطق جديدة. العديد من الذئاب الصغيرة بين الأعمار من سنة حتى 4 سنوات يتركون عائلتهم ليبحثوا عن مجموعة خاصة بهم
(وهذا له تأثير على منع تزاوج الأقارب)، وكما في أغلب مجموعات الذئاب هنالك زوج مربي واحد. بعض الذئاب ببساطة ستبقى وحيدة; وبصفتهم ذئاب وحيدة قد يكون أقوى وأكثر شراسة، وأكثر خطورة لحد بعيد من الذئب الذي ينتمي لمجموعة. ولكن بالرغم من هذا تواجه الذئاب الوحيدة صعوبات في الصيد، كفريسة الذئب المفضلة هي ذوات الحافر كبيرة
تقريباً من المستحيل لذئب بوحدة بالإطاحة به. وعوضاً عن ذلك تصطاد الذئاب الوحيدة عموماً حيوانات اصغر و تأكل الجيف.

## الشخص
وكما في الأشخاص، الذئب الوحيد هو شخصية تحبذ العزلة، هو منطوي، أو يعمل بوحدة 0
في الأدب، الذئاب الوحيدة، هم المنعزلين وغير قادرين أو غير راغبين بتفاعل مشاعرهم مع الشخصيات الأخرى في القصة. 
الشخصية النمطية للذئب الوحيد قد تكون غامضة أو بشخصية جادة; غالباً مايكونون قليلين الكلام، وسيميزون أنفسهم خلال طبيعتهم المحجوزة.